# دانيال باتريك موينيهان
دانيال باتريك موينيهان (بالإنجليزية: Daniel Patrick Moynihan) (ولد 16 مارس 1927 – توفي 26 مارس 2003) هو سياسي وعالم اجتماع ودبلوماسي أمريكي. وهو عضو في الحزب الديمقراطي، مثل ولاية نيويورك في مجلس الشيوخ الأمريكي وعمل مستشارا للرئيس الجمهوري ريتشارد نيكسون.
ولد موينيهان في تولسا بولاية أوكلاهوما، وانتقل في طفولته إلى مدينة نيويورك. خدم لفترة في البحرية، حصل على درجة الدكتوراه في التاريخ من جامعة تافتس. عمل في حكومة حاكم نيويورك أفريل هاريمان قبل انضمامه إلى إدارة الرئيس جون كينيدي في عام 1961. كما شغل منصب مساعد وزير العمل في إدارة كينيدي وخليفته ليندون جونسون، وكرس أغلب وقته لبرنامج الحرب على الفقر (الذي تحدث فيه عن الفقر في مجتمعات السود). في عام 1965، نشر تقرير موينيهان المثير للجدل. غادر موينيهان إدارة جونسون في عام 1965 وأصبح أستاذا في جامعة هارفارد.
في عام 1969، قبل موينيهان عرض نيكسون للعمل كمساعد الرئيس في السياسة الداخلية، وترقى إلى منصب مستشار الرئيس في وقت لاحق من ذلك العام. غادر موينيهان الإدارة في نهاية عام 1970، وقبل تعيينه سفيرا للولايات المتحدة في الهند في عام 1973. ثم قبل تعيين الرئيس جيرالد فورد لمنصب سفير البلاد لدى الأمم المتحدة في عام 1975، وشغل هذا المنصب حتى عام 1976، عندما فاز بانتخابات مجلس الشيوخ.
مثل موينيهان ولاية نيويورك في مجلس الشيوخ من عام 1977 إلى 2001. وشغل منصب رئيس لجنة البيئة في مجلس الشيوخ في الفترة من 1992 إلى 1993 ورئيسا للجنة المالية في المجلس في الفترة من 1993 إلى 1995. كما قاد لجنة موينيهان السرية التي درست تنظيم المعلومات السرية للحكومة. برز موينيهان كناقد قوي للسياسة الخارجية للرئيس رونالد ريجان، وعارض خطة الرئيس بيل كلينتون للرعاية الصحية. وكثيرا ما عارض المواقف الليبرالية، لكنه عارض أيضا عملية إصلاح الرعاية الاجتماعية في التسعينات. كما صوت ضد قانون الدفاع عن الزواج، واتفاقية التجارة الحرة لأمريكا الشمالية (نافتا)، وعارض موافقة الكونغرس على حرب الخليج. وهو متساوي مع السيناتور جاكوب جافيتس كصاحب أطول فترة في مجلس الشيوخ عن ولاية نيويورك.

## التعليم
تعلم في جامعة تافتس، وكلية لندن للاقتصاد.

## مناصب وهيئات
أدار جامعة هارفارد، ومعهد ماساتشوستس للتقنية.

## جوائز
حصل على جوائز منها وسام الحرية الرئاسي.

## روابط خارجية
- دانيال باتريك موينيهان على موقع الموسوعة البريطانية (الإنجليزية)
- دانيال باتريك موينيهان على موقع مونزينجر (الألمانية)
- دانيال باتريك موينيهان على موقع إن إن دي بي (الإنجليزية)